# Semîdubî, Holovanivsk
Semîdubî (în ucraineană Семидуби) este o comună în raionul Holovanivsk, regiunea Kirovohrad, Ucraina, formată numai din satul de reședință.

## Demografie
Componența lingvistică a comunei Semîdubî
     Ucraineană (97,21%)
     Rusă (2,58%)
     Alte limbi (0,21%)
Conform recensământului din 2001, majoritatea populației comunei Semîdubî era vorbitoare de ucraineană (97,21%), existând în minoritate și vorbitori de rusă (2,58%).